# 聖衣會修女對話錄
《聖衣會修女對話錄》（法語：Dialogues des Carmélites）是一部法國歌劇，分為十二個場景，由弦樂間隔，弗朗西斯·普朗克於1956年完成。《聖衣會修女對話錄》內容講述聖衣會修女在1794年法國大革命期間恐怖統治，因拒絕放棄信仰在巴黎被處死。
1957年1月26日，《聖衣會修女對話錄》在米蘭斯卡拉大劇院世界首演（義大利語）。法語版本首映於1957年6月21日在巴黎舉行。美國首演於1957年9月在舊金山舉行。

## 外部連結
- 《聖衣會修女對話錄》：国际乐谱典藏计划上的乐谱
- "Synopsis: Dialogues des Carmélites" at metopera.org （页面存档备份，存于）
- San Francisco Opera archive page on 1957 US premiere performances of the operaa （页面存档备份，存于）